# Bồn địa Tứ Xuyên

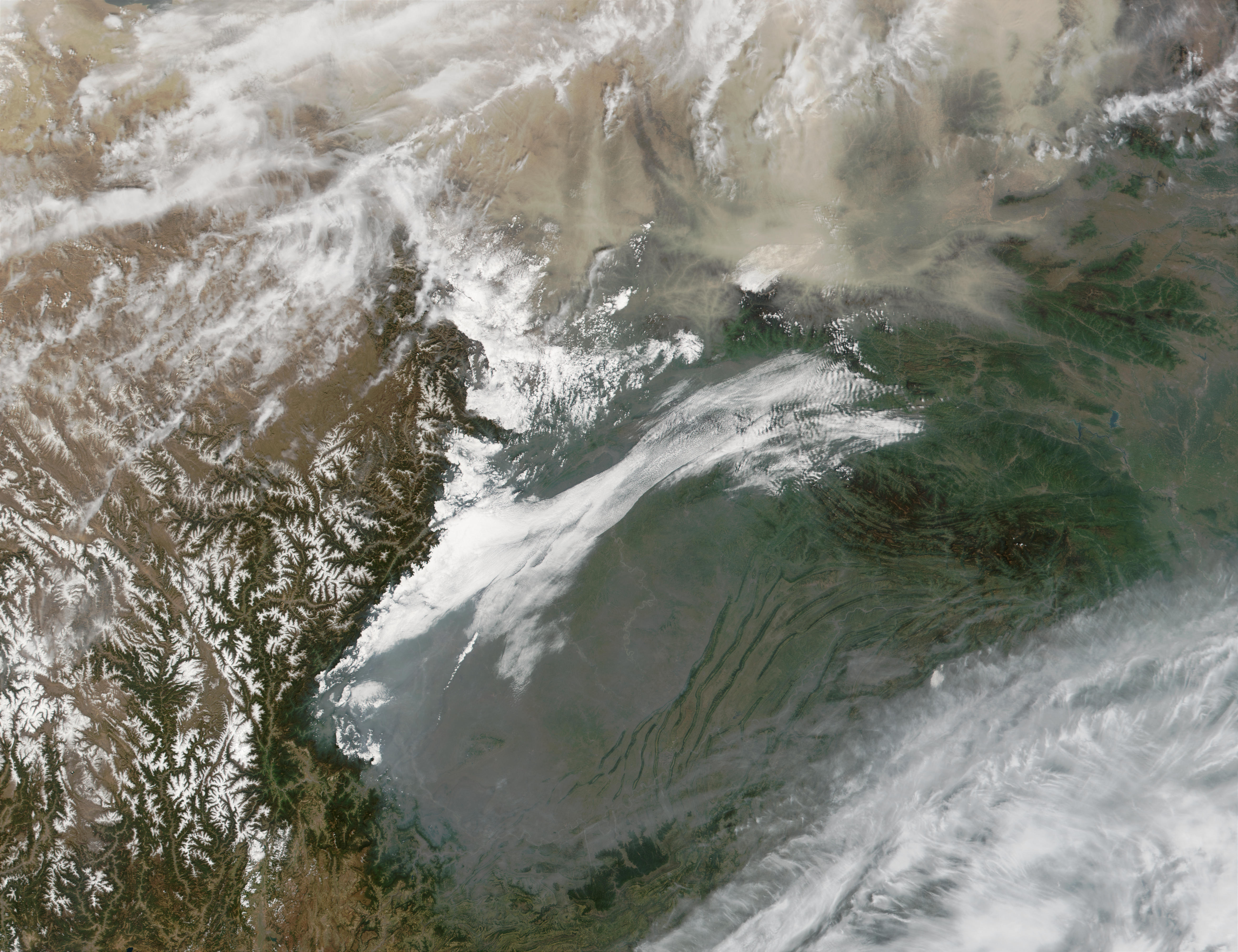
Bồn địa Tứ Xuyên

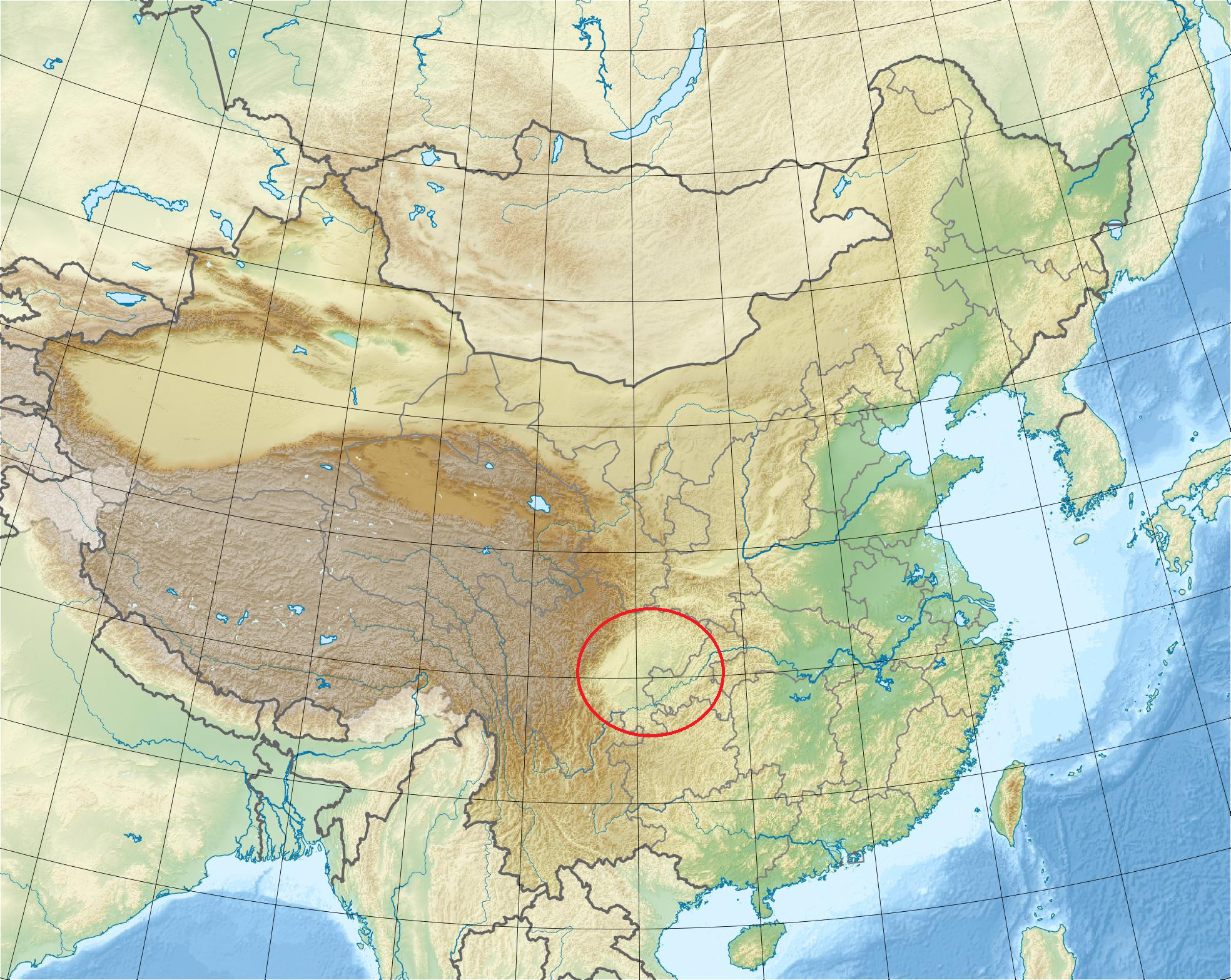
Bồn địa Tứ Xuyên trên bản đồ Trung Quốc

Bồn địa Tứ Xuyên (tiếng Trung: 四川盆地; bính âm: Sìchuān Péndì) là một vùng đất thấp ở tây nam Trung Quốc. Bồn địa nằm ở phần trung tâm và phía đông của tỉnh Tứ Xuyên, nhiều phần của Trùng Khánh (tách ra từ Tứ Xuyên năm 1997). Do địa hình tương đối bằng phẳng và đất đai màu mỡ, bồn địa có một lượng dân cư lên tới trên 100 triệu người. Ngoài việc là một đặc trưng địa lý của khu vực, bồn địa Tứ Xuyên cũng tạo nên một tầm ảnh hưởng văn hóa với các phong tục và nền ẩm thực độc đáo cũng như ngôn ngữ địa phương. Đây là khu vực sản xuất khí thiên nhiên chính tại Trung Quốc.
Các dãy núi bao quanh bồn địa Tứ Xuyên ở tất cả các mặt, trong đó có:
- Dãy Cung Lai Sơn ở phía tây.
- Dãy Long Môn Sơn ở tây bắc.
- Dãy Đại Ba Sơn ở đông bắc.

Bồn địa Tứ Xuyên gồm có các vùng đồi thấp và đồng bằng phù sa, một số dòng sông chính chảy vào Trường Giang, dòng sông chảy qua phần phía nam của bồn địa. Trường Giang, chảy từ bồn địa Tứ Xuyên sang Hoa Đông, qua Tam Hiệp tại Vu Hiệp. Đứt gãy Long Môn Sơn, nguyên nhân gây nên Động đất Tứ Xuyên năm 2008 chạy dọc theo ranh giới phía tây của bồn địa, phân tách bồn địa với cao nguyên Thanh-Tạng ở phía tây. Thời tiết ở bồn địa Tứ Xuyên ẩm ướt và thường u ám, khí hậu bốn mùa chi phối nơi đây, với một mùa đông mát và ôn hòa, thỉnh thoảng có sương giá, và một mùa hè nóng và rất ẩm.
Ngày nay, bề mặt bằng phẳng của bồn địa Tứ Xuyên chủ yếu là những cánh đồng và các thành phố, trong khi phong cảnh của những cánh rừng lá rụng thường xanh chỉ còn lại ở một số vùng đồi núi dốc, tại một số núi thiêng như Nga Mi Sơn, hay quanh các đền chùa. Một sự đa dạng cực kỳ lớn về phong cảnh cũng như các loài động vật hoang dã vẫn được bảo tồn một phần ở các dãy núi xung quanh bồn địa. Hệ sinh thái tự nhiên của các dãy núi này được Quỹ Quốc tế Bảo vệ Thiên nhiên (WWF) phân loại là rừng thông Cung Lai-Dân Sơn và rừng thường xanh Đại Ba Sơn. Vùng đồi tại Lợi Xuyên, ở mép phía đông bồn địa, là nơi Thủy sam 
(Metasequoia glyptostroboides, trước đây chỉ được biết đến qua các hóa thạch và được coi là đã tuyệt chủng) đã được phát hiện vào năm 1944. Thủy sam trở nên đặc biệt vì nó là một loài thông rụng lá.